# Jaroslav Šaroch
Jaroslav Šaroch je český státní zástupce, jehož specializací jsou kauzy podvodů a ekonomických deliktů.

## Životopis
Po absolvování právnické fakulty pracoval jako prokurátor. V roce 1992 se stal advokátem, opakovaně však výkon advokacie pozastavoval a přestupoval zpět na státní zastupitelství.

## Známé případy
V roce 2002 poslal před soud kvůli možnému šíření nakažlivé choroby z nedbalosti lékařku Hanu Burešovou, která vyšetřovala muže s tuberkulózou, kterého poslala do Thomayerovy nemocnice, kam ovšem na plicní oddělení nedorazil a po několika dnech zemřel. Obvodní soud uložil Burešové šestiměsíční podmínku, lékařka ovšem dostala milost od prezidenta Václava Havla. Burešovou nakonec osvobodil odvolací městský soud.
Na podzim 2002 Šaroch jako státní zástupce udělil souhlas s razií ve velkoskladu v pražských Malešicích, během něhož celní správa zabavila 161 tisíc falzifikátů textilií a obuvi za 80 milionů korun. Podle webu iROZHLAS se jednalo o průlomový postup v boji proti padělanému textilu, cigaretám nebo hudebním nahrávkám, který ukázal cestu i k dalším zásahům.
V minulosti také zastavil trestní stíhání někdejšího ministra práce Jaromíra Drábka (TOP 09) a exšéfa Sazky Aleše Hušáka. Řešil také kauzu bývalého ředitele televize Nova Vladimíra Železného.

### Čapí hnízdo
Nejznámějším případem, který Šaroch dozoruje, je kauza Čapí hnízdo. Dne 2. září 2019 zastavil trestní stíhání Andreje Babiše v kauze o střetu zájmů a tím se stal terčem kritiky veřejnosti i opozičních politiků. Toto rozhodnutí musel ještě posoudit Šarochův nadřízený na Městském státním zastupitelství v Praze. Nejvyšší státní zástupce Pavel Zeman 4. prosince 2019 zrušil rozhodnutí o zastavení trestního stíhání premiéra Andreje Babiše a Jany Mayerové, čímž případ vrátil k došetření, Jaroslav Šaroch zůstal dozorujícím státním zástupcem.